# Neuville-Bourjonval
Neuville-Bourjonval ist eine Gemeinde im französischen Département Pas-de-Calais in der Region Hauts-de-France. Sie gehört zum Kanton Bapaume (bis 2015 Kanton Bertincourt) im Arrondissement Arras. Sie grenzt im Norden an Ruyaulcourt, im Nordosten an Havrincourt, im Osten an Metz-en-Couture, im Südosten an Fins, im Süden an Équancourt und im Westen an Ytres.

## Bevölkerungsentwicklung
| Jahr      | 1962 | 1968 | 1975 | 1982 | 1990 | 1999 | 2007 | 2013 |
| --------- | ---- | ---- | ---- | ---- | ---- | ---- | ---- | ---- |
| Einwohner | 288  | 262  | 223  | 215  | 191  | 194  | 170  | 174  |